# Liste der Kulturgüter in Monteceneri
Die Liste der Kulturgüter in Monteceneri enthält alle Objekte in der Gemeinde Monteceneri im Kanton Tessin, die gemäss der Haager Konvention zum Schutz von Kulturgut bei bewaffneten Konflikten, dem Bundesgesetz vom 20. Juni 2014 über den Schutz der Kulturgüter bei bewaffneten Konflikten sowie der Verordnung vom 29. Oktober 2014 über den Schutz der Kulturgüter bei bewaffneten Konflikten unter Schutz stehen.
Objekte der Kategorien A und B sind vollständig in der Liste enthalten, Objekte der Kategorie C fehlen zurzeit (Stand: 1. Januar 2023).

## Kulturgüter
| Foto |                                                                                           | Objekt | Kat. | Typ | Standort                                        | Beschreibung |
| ---- | ----------------------------------------------------------------------------------------- | --- | ---- | --- | ----------------------------------------------- | ------------ |
| ja   | Datei hochladen · Wikidata zu Landessender Monte Ceneri (Q683799)                         | Landessender Monte Ceneri / Stazione Radio Monte Ceneri KGS-Nr.: 10301                                                        | A    | G   | Rivera, Via Monte Ceneri 714213 / 110932        |              |
| BW   | Datei hochladen · Wikidata zu Santa Sofia, mittelalterliche Burgruine (Q29527433)         | Santa Sofia, mittelalterliche Burgruine / Santa Sofia, ruderi del castello medievale KGS-Nr.: 10561                           | A    | G   | Bironico 715790 / 108339                        |              |
| ja   | Datei hochladen · Wikidata zu Kirche Santa Maria del Rosario (Q3673767)                   | Kirche Santa Maria del Rosario / Chiesa di Santa Maria del Rosario KGS-Nr.: 05318                                             | B    | G   | Bironico, Via Gesora 715572 / 107829            |              |
| ja   | Datei hochladen · Wikidata zu Haus Manetti (Q29884543)                                    | Haus Manetti / Casa Manetti KGS-Nr.: 05319                                                                                    | B    | G   | Bironico, Via Cantonale 138–140 715365 / 107974 |              |
| ja   | Datei hochladen · Wikidata zu Pfarrkirche Santi Giovanni evangelista e Martino (Q3668203) | Pfarrkirche Santi Giovanni evangelista e Martino / Chiesa parrochiale dei Santi Giovanni evangelista e Martino KGS-Nr.: 05320 | B    | G   | Bironico, Via alla Chiesa 715521 / 108018       |              |
| ja   | Datei hochladen · Wikidata zu Pfarrkirche San Bartolomeo (Q3669512)                       | Pfarrkirche San Bartolomeo / Chiesa parrochiale di San Bartolomeo KGS-Nr.: 05576                                              | B    | G   | Medeglia, Via Camoghé 718329 / 108199           |              |
| ja   | Datei hochladen · Wikidata zu Landvogthaus (Q29884541)                                    | Landvogthaus / Casa dei Landfogti KGS-Nr.: 05705                                                                              | B    | G   | Rivera, Via Cantonale 112 715206 / 108357       |              |
| ja   | Datei hochladen · Wikidata zu Pfarrkirche Spirito Santo (Q3669289)                        | Pfarrkirche Spirito Santo / Chiesa parrochiale dello Spirito Santo KGS-Nr.: 05706                                             | B    | G   | Rivera, Via alle Scuole 49 714636 / 108490      |              |
| BW   | Datei hochladen · Wikidata zu Pfarrkirche Sant’Andrea (Q3672426)                          | Pfarrkirche Sant’Andrea / Chiesa parrochiale di Sant’Andrea KGS-Nr.: 05735                                                    | B    | G   | Sigirino, Via Sant’Andrea 714158 / 104529       |              |